# Terina lufira
Terina lufira är en fjärilsart som beskrevs av Louis Beethoven Prout 1920. Terina lufira ingår i släktet Terina och familjen mätare. Inga underarter finns listade i Catalogue of Life.